# Aielo de Rugat (ort)
Aielo de Rugat är en ort i Spanien.   Den ligger i provinsen Provincia de Alicante och regionen Valencia, i den östra delen av landet, 400 km sydost om huvudstaden Madrid. Aielo de Rugat ligger 2 meter över havet och antalet invånare är 207.
Terrängen runt Aielo de Rugat är platt österut, men åt sydväst är den kuperad. Havet är nära Aielo de Rugat åt nordost.Runt Aielo de Rugat är det tätbefolkat, med 511 invånare per kvadratkilometer. Närmaste större samhälle är Gandia, 15,9 km nordväst om Aielo de Rugat. 